# Pierre Chéry
 (août 2017).
Si vous disposez d'ouvrages ou d'articles de référence ou si vous connaissez des sites web de qualité traitant du thème abordé ici, merci de compléter l'article en donnant les références utiles à sa vérifiabilité et en les liant à la section « Notes et références ».
 (août 2017).
Pierre Chéry est un auteur de bande dessinée français né à Paris le 28 septembre 1927 et mort à Aurillac le 8 novembre 2022. 
Spécialisé dans la bande dessinée humoristique destinée aux enfants, il est notamment connu pour sa série Ouen le Bûcheron et son western Jim et Heppy. Sa carrière est « parsemée de petits chefs-d’œuvre », ses scénarios sont imaginatifs et renouvellent des thèmes classiques avec des idées inédites.

## Origine et entrée dans le domaine de la bande dessinée

### Origine sociale
Pierre Chéry est né le 28 septembre 1927 à Paris. Il vient d’un milieu modeste avec une mère au foyer et un père ouvrier puis artisan. Enfant, il lit beaucoup de bande dessinée dont Cœurs Vaillants avec les histoires de Tintin, et Capitaine Pat’ foll et Jim Boum de Marijac. 
Élève peu studieux sans être mauvais, Pierre Chéry fait des études de publicités qui le conduisent à étudier le dessin pratique et industriel. À sa sortie d'école en 1945, il travaille chez un publicitaire pendant un temps, effectue son service militaire puis travaille dans la réalisation de petits panneaux publicitaires à mettre sous verre. Après cette expérience que Pierre Chéry n’affectionne pas réellement, il travaille pendant sept ans et demi dans une société de gravure industrielle qui avait besoin d’un dessinateur. 

### Entrée dans le monde de la bande dessinée
L’entrée dans le monde de la bande dessinée de Pierre Chéry s’est faite un peu par hasard sachant qu’il ignorait qu’être auteur de bande dessinée pouvait réellement être une activité. En effet, sa femme montra les dessins de son mari à la femme de son patron architecte. C’est à ce moment qu’il prit conscience qu’il était peut-être possible de vivre de la bande dessinée et il monta ainsi un dossier. Pierre Chéry créa alors une première histoire et se mit à chercher un éditeur. Il frappa à la porte de Vaillant, qui est à la fois un journal de bandes dessinées et une maison d’édition sous contrôle du parti communiste français. Les éditeurs lui ont alors demandé de faire un scénario qui fut accepté, puis une histoire. 
À la suite d'un malentendu à propos de la rémunération de l’histoire entre l’auteur et Vaillant, Chéry ne renouvela pas l’expérience avec eux. Chéry déposa un dossier chez Cœurs Vaillants qui le recontacta peu de temps après et lui proposa de le prendre à l’essai pendant quelques mois. Il signa un premier contrat en 1957 avec Cœurs Vaillants chez qui il passa plus de vingt ans dans de bonnes relations, bien qu'il ait été athée. Pierre Chéry commença chez Cœurs Vaillants en dessinant des illustrations de jeux et de textes comme Brisk. Chéry commença son ascension à la suite de l’arrêt du travail de l’illustrateur Maurice Cuvillier. L’Union des Œuvres Catholiques de France lui demanda ensuite de reprendre les personnages de Cuvillier dont Sylvain et Sylvette car il avait arrêté le dessin à cause de la maladie. Pierre Chéry réalisa alors l’album Le Cirque en danger.

### Inspirations et influences
Chéry dans son travail a été inspiré et influencé par des westerns comme Lucky Luke dont des références sont présentes dans ses œuvres. Il a même été accusé de trop s’inspirer de Lucky Lucke au point de copier Morris. De plus, ses personnages que sont les jumeaux Chuck et Joe sont comparables aux Dalton dans leur façon de débattre sur celui qui est le plus stupide.

## Carrière

### Techniques et style de dessin
Pierre Chéry ne se définit pas en ayant un style dessin particulier. Il va même jusqu’à déclarer que ses personnages manquent de caractère et qu’il pense imiter d’autres illustrateurs. Cependant il est possible de reconnaitre à Chéry une technique de dessin assez semblable à celle de Peyo. La qualité graphique de ses productions reste remarquable. 

### Les Éditions Fleurus et les journauxCœurs VaillantsetFripounet
Les éditions Fleurus, un groupe catholique, sont dans les années 1950 à la tête de plusieurs publications qui ont du succès. Alors que la pagination augmente, il est nécessaire de recruter de nouvelles aides pour entretenir les titres en bande dessinée. Chéry débute alors sa carrière dans ces éditions. Le grand format, classique, est abandonné en 1957 pour une formule similaire aux autres hebdos de l'époque. Pierre Chéry débute dans trois hebdomadaires : Cœurs Vaillants (devenu J2 Jeunes en 1963 puis Formule 1 en 1970), Fripounet et Marisette (devenu Fripounet en 1968) et Âmes vaillantes dès 1957. Il est apprécié par ses dessins humoristiques, par diverses illustrations et de courts récits complets. Il commence en « à suivre », il confirme ses compétences et reçoit alors un contrat, il débute Jim l'Astucieux. La technique de son dessin évolue, il donne corps à ses propres scénarios en s'impliquant réellement dans sa série, il n'hésite pas à accepter d'autres commandes notamment d'illustrations, des animations de rubriques ainsi que des jeux et récits complets.
Pierre Chéry effectue une grande partie de sa carrière aux éditions Fleurus, il est même à l'origine de personnages qui font le succès des revues. En 1977, Formule 1, anciennement J2 Jeunes, est en difficulté et abandonne la création, Jim et Heppy ne survivent pas. De même pour Fripounet avec Oncle Jo Tenderfoot.

#### Cœurs Vaillants

##### Jim et Heppy
Pierre Chéry, avec le scénariste Guy Hempay, est à l'origine de la série Jim et Heppy, un récit qui se déroule dans le Far West qui est peuplé « d'outlaws » (hors-la-loi). Ce sont des héros qui mettent ceux-ci derrière les barreaux : Jim est un justicier frivole, toujours une cigarette à la bouche, il erre dans l'Ouest à la recherche de torts à redresser, avant le sixième épisode, L'Or de Shatertown (1962), il n'a pas de fonction officielle mais à la suite de celui-ci il montre bien son statut de représentant de la loi, c'est un personnage indépendant et peut être en mission officielle comme appréhender les bandits pour aider et défendre ses amis ; son acolyte, Heppy, est un gaffeur, irritable et porté sur l'alcool, il représente le personnage typique qui permet à l'intrigue de fonctionner et de se faire. 
Lors de leurs aventures, ils croisent différents types d'individus notamment un banquier myope qui souhaite réellement braver l'Ouest, etc.  Certains personnages sont récurrents comme « Little Pig », leur ennemi juré. De plus, dans le cadre de l'action, les personnages secondaires jouent un rôle important. Cette série devient petit à petit une série à succès. Pierre Chéry se sent à l'aise et lorsque Guy Hempay abandonne le scénario, Chéry se retrouve seul à terminer le premier récit. Il prend peu à peu de l'assurance et fait preuve d'une grande imagination. Il donne un ton humoristique qui semble être apprécié par les lecteurs. 
Jim et Heppy devient assez vite une bande dessinée importante du journal Cœurs Vaillants, elle représente la plus longue que connaît le journal et pendant 25 ans, entre 1957 et 1979, ils sont présents presque sans interruption. Trois albums sont mis en vente par Fleurus, le premier album Clarté sur Hoppa-city est tiré à 300 exemplaires, le deuxième album La ville sans chevaux en 1961 est limité à 300 exemplaires, le troisième Outlaws en péril est limité à 300 exemplaires également. Ces trois albums ne connaissent pas une réelle diffusion lors de leur mise en vente par l'éditeur. 

#### Autres œuvres chez Fleurus
Il réalise aussi d'autres séries et bandes dessinées notamment Sylvain et Sylvette aux côtés de Jean-Louis Pesch et Claude Dubois. À partir de 1957 c'est un réel succès pour cette série qui est reprise à la suite du décès du prédécesseur, Maurice Cuvillier. Elle existe au format à l'italienne mais les Éditions Fleurus lancent une nouvelle collection d'albums en forme traditionnelle (format en hauteur et cartonné). Pierre Chéry réalise trois albums après avoir effectué un essai sur un des titres qui appartient à la collection italienne. Sylvain et Sylvette est rééditée par les éditions du Triomphe en 2011 et 2012. 
Pierre Chéry s'est surtout consacré à Jim et Heppy dans Cœurs Vaillants mais il œuvre aussi à la création de Landry et Anicet lorsque J2 Jeunes tente de modifier ses héros de bande dessinée en plus de sa formule. Landry est un sculpteur, Anicet un cuisinier et ils arpentent les routes d'une France dite « moyennageuse » en proposant de châteaux en châteaux leurs services. Après deux épisodes, les héros ne survivent pas par la modification du titre en Formule 1. Aussi, Pierre Chéry est chargé de continuer et terminer un récit qui était en cours publié dans Cœurs Vaillants, Le Pompon rouge, dont le créateur est François Bel, Pierre Chéry s’accommode avec le style de celui-ci.

##### Fripounet
Pierre Chéry publie dans la revue Fripounet et Marisette (Fripounet après 1969) et il participe notamment à Brisk dont il est l'illustrateur aux côtés de Michel Joph qui est aux scénarios. Mais aussi Les Sous-Marins rouge, une histoire à suivre au ton réaliste, Billy Bull une quinzaine de récits complets entre 1971 et 1973 et Oncle Jo Tenderfoot avec Guy Hempay où il dessine 40 récits entre 1974 et 1980.

##### Francs-Jeux
Pierre Chéry participe aussi au bimensuel Francs-Jeux. C'est un magazine éducatif lancé en 1946 par la Ligue de l'Enseignement, le Syndicat des instituteurs et les Coopératives scolaires. Au moment où Chéry intègre l'équipe de Francs-Jeux, il retrouve des collègues de Fleurus notamment André Joy, Jan-Loup, etc. Pour Francs-Jeux, Chéry invente Ouen le bûcheron qui participe au succès du journal.  La diffusion est ainsi assurée par le réseau des instituteurs et des coopératives scolaires par conséquent, le journal s'impose facilement. Ce journal perdure jusqu'en 1979 en évoluant vers plus de bandes-dessinées. Toutefois, le journal connaît une baisse des ventes qui s'explique par la non-motivation des enseignants et par la dégradation de la presse. La chute est donc certaine et le remplacement de Francs-Jeux par Virgule n'évite pas l'arrêt de la publication.

##### Ouen le bûcheron
L'histoire se déroule au Moyen Âge. Pierre Chéry utilise des éléments magiques de contes de l'époque médiévale. Le personnage, Ouen, se lance dans des aventures qui ont pour but de défendre ou d'aider « son prochain ». Il est marqué par un réel courage et une grande volonté, il détient le pouvoir d'une « cognée enchantée ». Il reçoit l'aide de Sarah, une sorcière qui à la capacité d'annuler les mauvais sorts et malédictions qui peuvent frapper certains personnages. D'autres protagonistes assez fabuleux sont présents dans cette série notamment un certain homme baraqué pas très courageux qui affirme qu'un maillet frappeur le rappelle à l'ordre à chaque blasphème, un apprenti sorcier débrouillard, etc. Le héros, par des scénarios bien maîtrisés et un dessin performant, devient un personnage important de Francs-Jeux puis de Virgule pendant une vingtaine d'années. 
Dans ce journal, Chéry crée aussi d'autres personnages à différentes époques notamment Tug le marin,, Romarin, marmiton du roy,, Fran, qui n'a qu'une seule aventure (« Taïau-aut ! Taïaut ! »), et Nazaire,, une série de gags publiée en dernière page et qui s'y maintient longtemps avant d'être remplacé par Le Sapeur Médard, un pompier gaffeur, pendant une vingtaine d'années.

##### Virgule
Francs-Jeux reçoit un nouveau titre : Virgule. Il inaugure une nouvelle formule avec un plus grand format, une publication de nouveau personnages et fait une place au rédactionnel. Le personnage Ouen résiste par sa popularité, Chéry crée Sylvère la pépite en récits complets, Clodomir, il réalise aussi des illustrations pour quelques jeux. La tentative de maintenir en mensuel une suite au bimensuel Francs-Jeux engendre l’effondrement des ventes malgré les appels aux lecteurs, des referendums et de nouvelles orientations. Au bout de cinq ans, Nathan reprend celui-ci et la publication s'arrête après quarante numéros qui sont parus entre septembre 1979 et juin 1983. Il reste tout de même Virgule, la nouvelle formule de Francs-Jeux où il effectue quelques travaux, mais dès 1983 ce titre disparaît. Pierre Chéry prend sa retraite puisque son essai pour accéder au Journal de Mickey comme scénariste ne se réalise pas. 

### Divers

#### Vaillant
La première histoire de Pierre Chéry publiée dans Vaillant permet à celui-ci d'être entouré de Tabry, Coelho, Poïvet, etc. bien avant d'entrer chez Cœurs Vaillants. Il a déjà un style quasi-professionnel pour un premier essai et « on comprend que le rédacteur en chef de l’époque l’ait accepté d'emblée ayant probablement discerné le potentiel de ce débutant ». Il livre à Vaillant un récit, « Rouc et Rou » qui présente deux jeunes jumeaux, un blond nommé Rou et un roux nommé Rouc qui font du camping, il découvre par hasard un souterrain où agisse des faux-monnayeurs, ils vont jouer de leur ressemblance et avancer l'arrestation des brigands. Le scénario est signé par sa femme, Martine. 

#### L'Almanach Achille Talon
Pierre Chéry participe aussi à cet almanach, édité par Dargaud, paru fin 1980, il n'aura pas de suite. Chéry est sollicité par Jean-Marie Pélaprat, chargé de cet almanach, comme ses collègues de Fleurus, Noël Gloesner et Robert Rigot, pour illustrer certains textes. Cet almanach comprend 400 pages, il est représenté d'une certaine manière qu'il semble ressembler au style de Greg. La prestation reste anonyme, et Chéry met en scène Achille Talon sans signer ni créditer ses dessins.

#### Mickey
À la fin des années 1970 et au début des années 1980, le Journal de Mickey veut produire des bandes dessinées innovantes avec les personnages de Disney. Pierre Chéry rejoint les scénaristes qui proviennent de différents champs, sollicités par la direction représentée par Patrice Valli et Pierre Nicolas. Chéry accomplit des scénarios d'un récit complet mais aussi d'une histoire à suivre notamment « Picsou et le fromage préhistorique », une bande dessinée de quatre pages publié en 1982 et « Mickey et le Drakkar », un récit de quarante cinq pages dont Pierre Chéry participe aux côtés de Michel Motti au script et Claude Marin au dessin.

## Réédition et reconnaissance
Lors de son interview au magazine Hop !, le journaliste demande à Pierre Chéry de dresser un bilan de sa carrière et tire ces conclusions : « C'était le bon temps. J'ai surtout apprécié la liberté d'être chez soi et de pouvoir décider de travailler ou non. Il y avait parfois des contraintes […] travailler le jour de Noël pour réaliser une illustration urgente ». Selon lui, la bande dessinée ne représente pas réellement de l'art, il la considère comme « un artisanat et un moyen d'expression ». Lors de la fin de cette interview au magazine, il conclut par « Vous allez me sortir de l'oubli ». De plus, Pierre Chéry est reconnu par la publication de l'intégralité de ses séries par les éditions La Vache qui Médite dès 2013 avec Jim et Heppy, Ouen le bûcheron, qui a édité plusieurs de ses albums.